# Опунція
Опу́нція (Opuntia) — великий рід кактусів, який об'єднує приблизно 150 видів, які природно ростуть у Північній та Південній Америках.

## Ареал
Від півдня Канади через США, Мексику, посушливі райони Центральної і Південної Америки до південного краю американського континенту.

## Біологічний опис

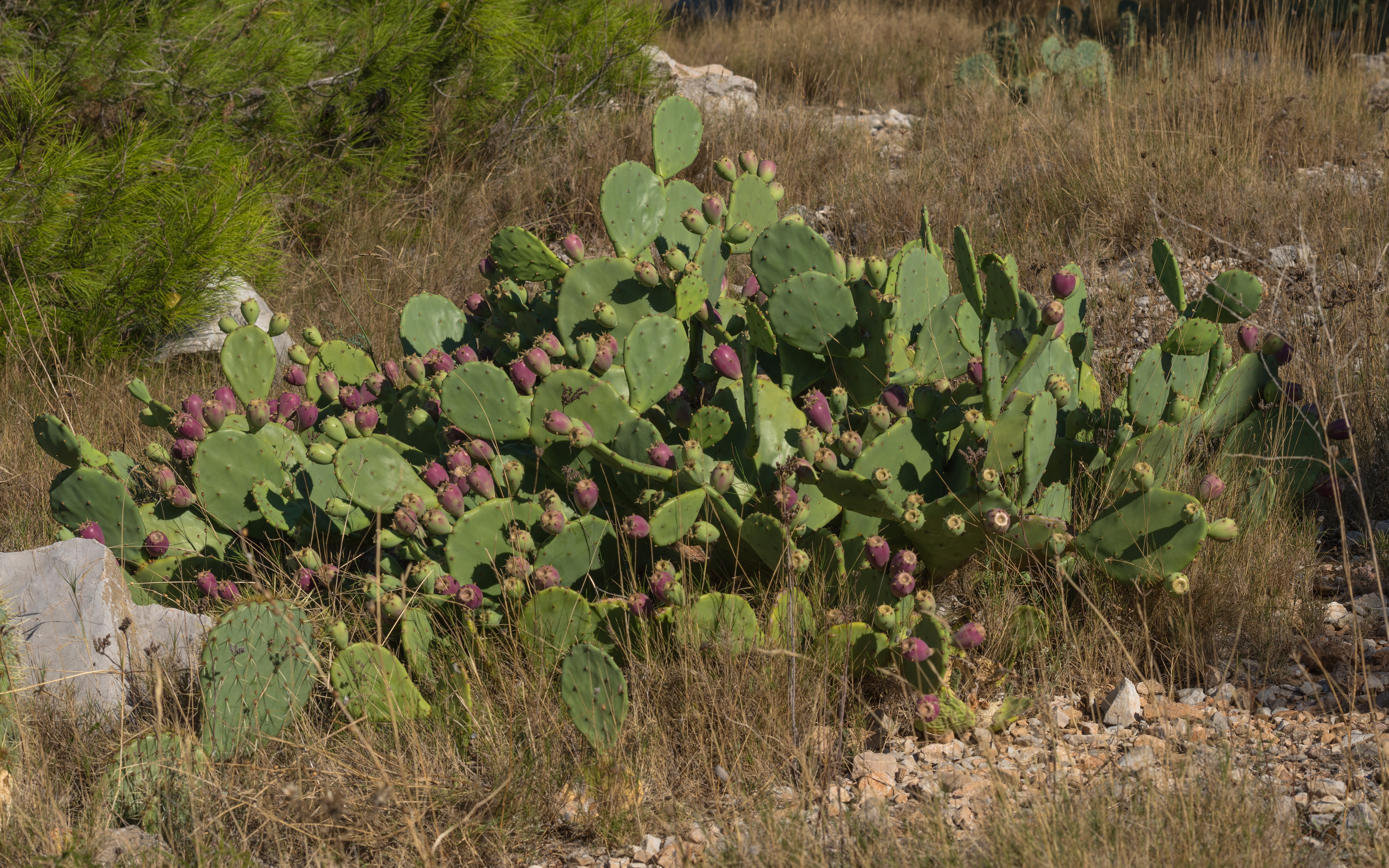
Opuntia stricta

Опунції — це кактуси з плоскими соковитими членистими гілками. Відрізняються явно помітними редукованими листками, які завжди наявні на молодих пагонах, сукулентними стеблами та особливим типом шипів — глохідіями. Глохідії — це дрібні, тендітні колючки, дуже гострі і жорсткі, укриті пилчастими щербинами по всій довжині. Вони ростуть у великій кількості пучками навколо ареол. Потрапляючи в травний тракт тварин, глохідії спричинюють сильне подразнення, тим самим захищаючи рослини від поїдання. Незважаючи на значне розмаїття форм і розмірів, усі рослини цього роду мають дуже схожі за формою квітки і будовою насіння. Сходи мають явно виражені сім'ядолі. Стебла зазвичай мають явно виражену сегментну будову.

## Таксономія

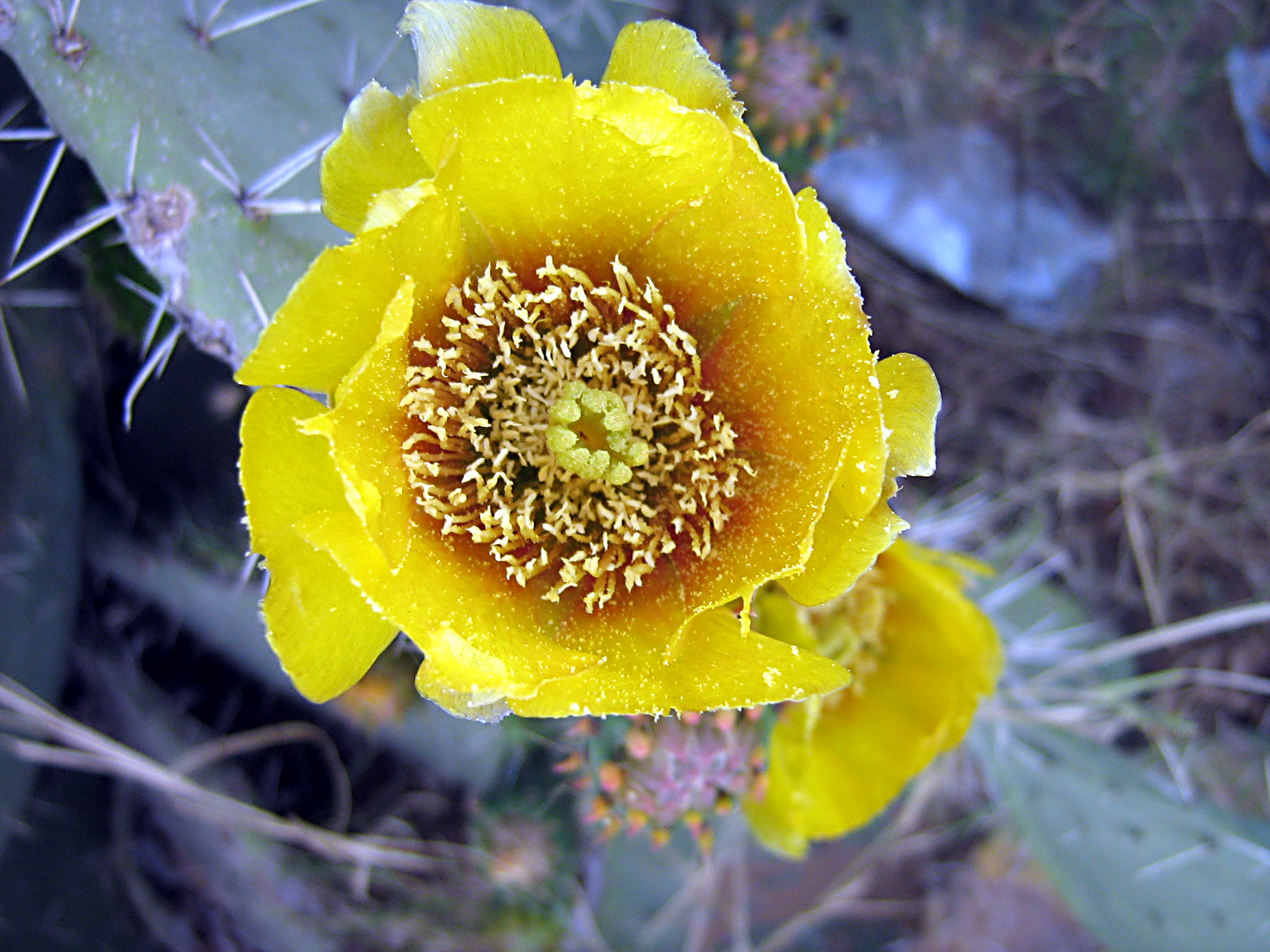
Квітка Opuntia sp.

Збірний рід Opuntia включає декілька видів, які протягом багатьох років вважали самостійними видами.
Циліндропунція — низькорослі чагарникові або деревоподібні рослини, що гілкуються, з шилоподібними м'ясистими листовими подушками, які є сукулентними листками.
Аустроциліндропунція — рослини з циліндровими стеблами. Один з видів — Austrocylindropuntia subulata має сукулентні, до 12 см завдовжки, шилоподібні листки, що опадають під час сухого сезону.
Платіопунція — найбільше відповідають загальноприйнятим уявленням про опунції. Багато видів цього підроду декоративні навіть в неквітучому стані. На жаль, деякі з них швидко ростуть і набувають дуже великих розмірів, тому любителям доводиться стежити за тим, щоб вчасно взяти живці із старого екземпляра і виростити на заміну старим молоді рослини.

## Вирощування, культивація

### Освітлення
Рослини добре переносять пряме сонце, без притінення. Якщо в осінньо-зимовий період світлих днів було мало, то навесні, виставляючи рослину на відкрите повітря, до прямих сонячних променів його слід привчати поступово, щоб уникнути сонячного опіку.

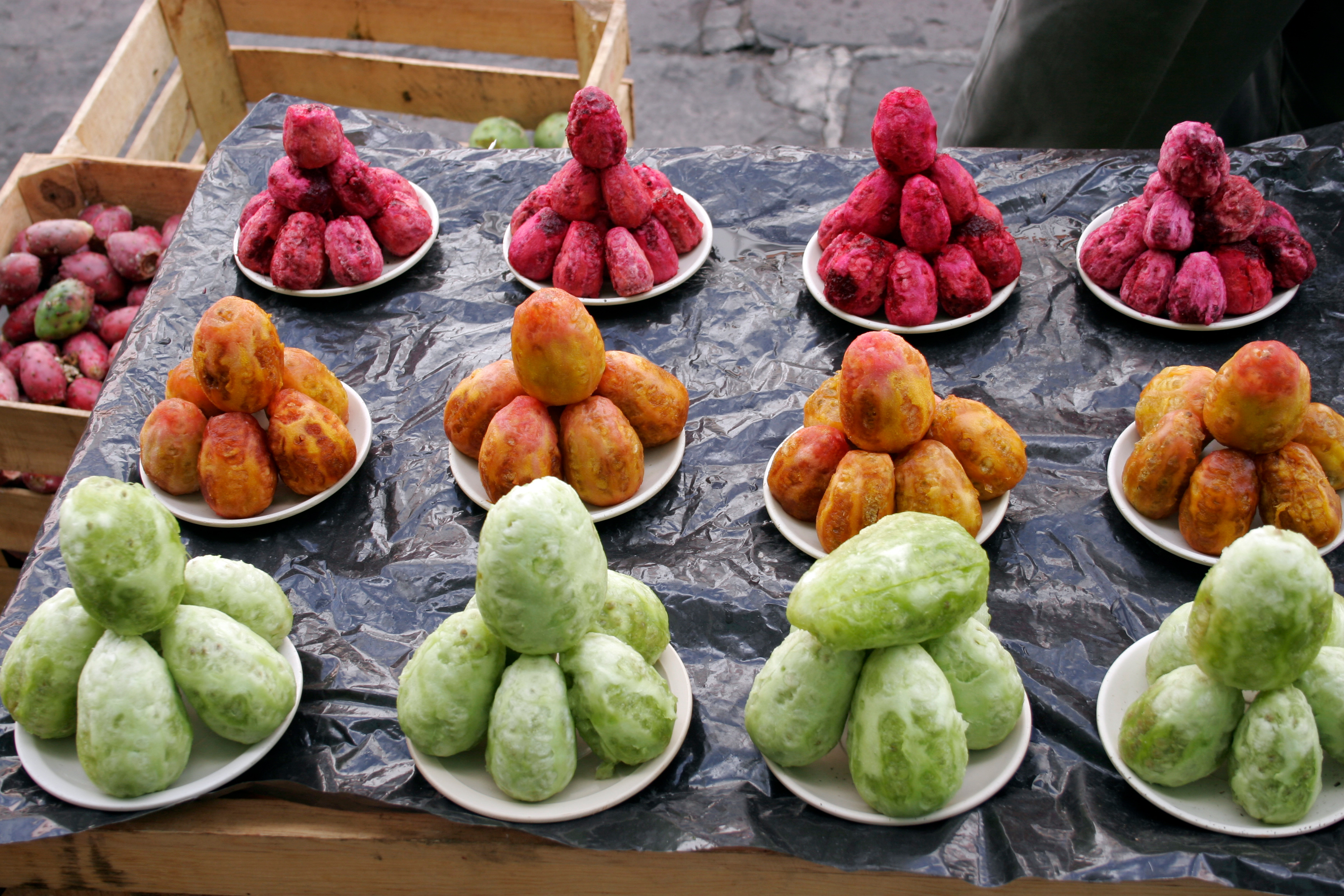
Плоди опунції на ринку, Сакатекас, Мексика

### Температура
У літній період утримують опунцію за температури 25-35°С. У період спокою тримають рослину в прохолодному сухому і світлому приміщенні, оптимальна температура залежить від місця походження виду. Морозостійкі види опунцій витримують мороз до −10 °C.

### Полив
У весняно-літній період опунцію поливають рясно. Краще через піддон, щоб вода не потрапляла на стебла рослин. Поливати за дуже сильної спеки після п'ятої години вечора. В осінньо-зимовий період кактуси не поливають, вони перебувають у періоді спокою (температура має бути 5-10°С), виняток становлять молоді кактуси.

### Підживлювання
У період вегетації раз на місяць спеціальними добривами для кактусів, у період спокою не підгодовують, щоб уникнути небажаного росту. Слід пам'ятати, що в мінеральних добривах рівень азоту має бути меншим відносно інших елементів, оскільки надлишок азоту може спровокувати загнивання коренів.

### Період спокою
З жовтня по лютий. Утримують при прохолодній температурі, поливають (рідко) лише молоді рослини.

### Пересадка
Молоді пересаджують щорік (лише в тому разі, якщо в цьому є потреба), дорослі кожні 3-4 роки. Час пересадки — початок вегетаційного періоду. Перед пересадкою опунцій ґрунт у горщику має висохнути, їх пересаджують з сухого ґрунту так само в сухий. Полив після пересадки можна почати лише через 5-7 днів, на цей час кактус краще поставити в притінене місце.

### Розмноження
Насінням і вкоріненням живців.
Опунції становлять інтерес для квітникарів не лише через різноманіття форм зростання, але і за цілковиту непередбачуваність розвитку, тому що пагони опунцій інколи з'являються там, де на них менше всього чекаєш. Важко відмовитися від спокуси і не урізноманітнити свою колекцію кактусів за допомогою таких дивних рослин, навіть попри те, що вони інколи зростають дуже швидко і дуже неприємно колються. Річ у тім, що у всіх опунцій є глохідії — крихітні щетини, загнуті кінчики яких можна розгледіти лише під мікроскопом. Вони неміцно сидять в опушених ареолах і впиваються в шкіру за найменшого дотику до них. Видаляти глохідії краще всього пінцетом або в мильному розчині.
На формування квіток у більшості високорослих опунцій у кімнатних умовах розраховувати не слід. Але якщо вони зростають у великих діжах, які влітку можна винести в сад, або ж ростуть у тепличному ґрунті, то на плоских бічних члениках часто з'являється безліч круглих простих квіток з короткими жовтими, помаранчевими або червоними (рідше білими) пелюстками. Під час появи бутонів не слід міняти положення рослин відносно світла, оскільки це може призвести до їх опадання.

### Можливі труднощі
Витягнуте, нехарактерної форми стебло: причиною цього може бути дуже тепла зимівля або нестача світла влітку.
Зморщений кінець стебла, внизу плями м'якої гнилизни: причиною може бути перезволоження ґрунту в похмуру або холодну погоду.
Відсутність приросту: причиною може бути недостатній полив літом або перезволоження ґрунту зимою. Також причиною може бути нестача живильних речовин.
Коркоподібні плями на поверхні стебла: причиною може бути ураження шкідниками, рана або переохолодження. Також причиною може бути недостатній полив літом.
М'які коричневі плями: причиною цього може бути стеблова гнилизна. Виріжте уражене місце, продезінфікуйте ґрунт. Покращте умови утримання.

### Шкідники
Павутинним кліщем, щитівкою, білокрилкою, кактусовою вогнівкою.

## Вирощування у відкритому ґрунті

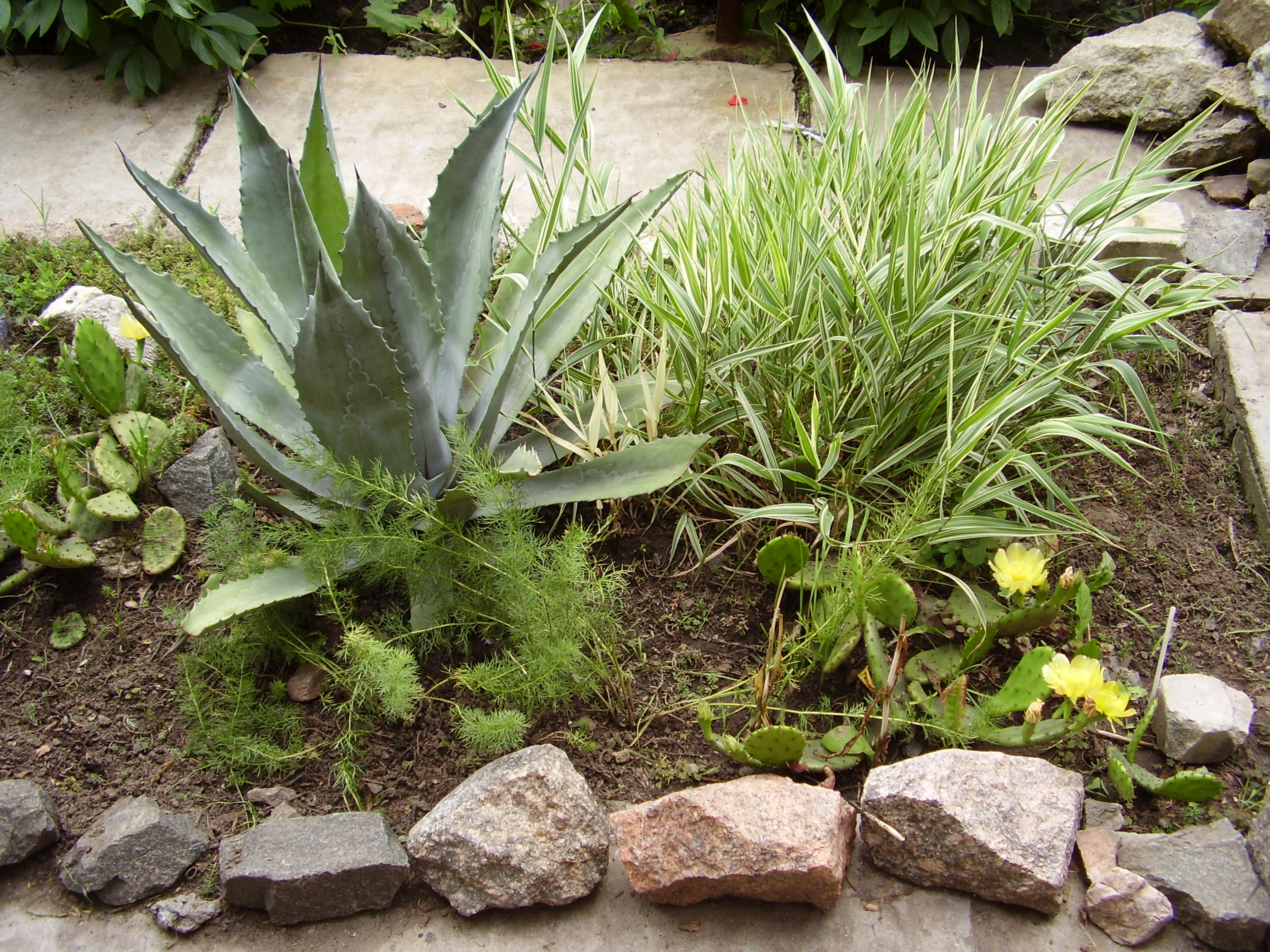
Опунції (з жовтими квітами) та агава на українському подвір'ї (Миколаїв)

Опунція — один з небагатьох кактусів, які придатні для вирощування у відкритому ґрунті в умовах клімату України. Важливо підібрати відповідні умови: розташування з південної сторони будівлі, у захищеному від північного вітру місці; укриття, якщо потрібно, легке (хвойні лапки). У жодному разі не поливати у холодну, несонячну погоду. Необхідно передбачити захист холодною сирою осінню і сльотавою зимою, краще всього спорудити який-небудь прозорий навіс.
Важливо підібрати також і види опунції, тому що далеко не всі вони зимостійкі. Можна спробувати ростити у відкритому ґрунті такі види:
- Opuntia humifusa,
- Opuntia macrorhiza,
- Opuntia polyacantha,
- Opuntia fragilis,
- Opuntia basilaris.[2]

## Вирощування у відкритому ґрунті на території України

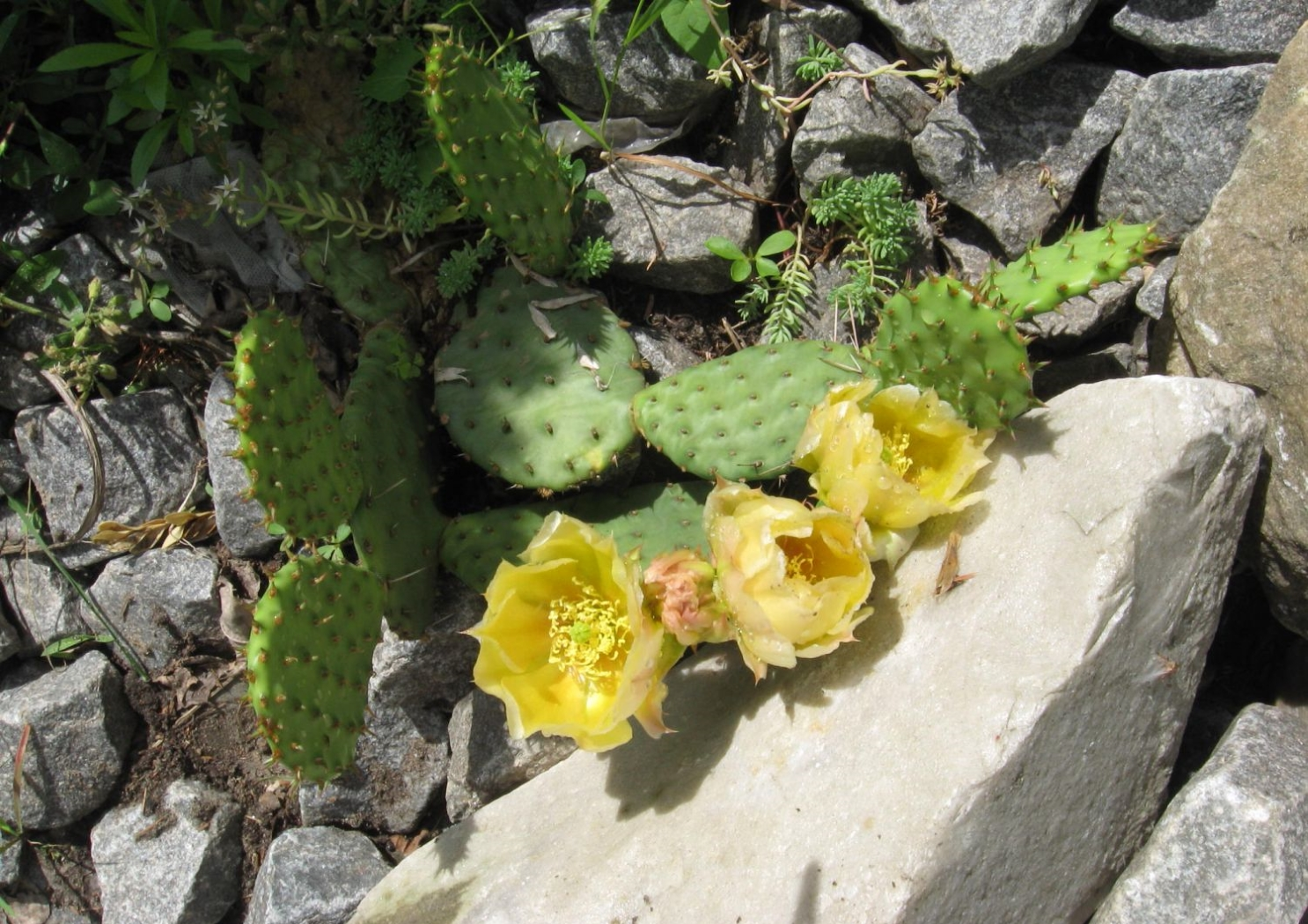
Опунція квітує на території Шосткинської станції юних натуралістів

На навчально-дослідну земельну ділянку Шосткинської міської станції юних натуралістів опунція потрапила у 2007 році — екземпляр сегмента  Opuntia fragilis (фрагіліс) привезли з міста Ізмаїла Одеської області. Другий екземпляр опунції Opuntia polyacantha (поліаканта) привезли у 2009 році з міста Ялти АР Крим. Завезені рослини добре прижились на відведеній сонячній ділянці з піщаним ґрунтом. На другий рік обидві рослини дали приріст по 3-4 нових сегменти стебел. Перше цвітіння було зафіксовано на третьому році. Упродовж перших двох років кущики опунції восени накривали гілками ялини та сухим листям. Надалі, після того як кущі опунції набули відповідних розмірів (20-25 см у діаметрі), укривати на зиму припинили. Рослини добре перезимовували (та навіть витримували тимчасове зниження температури до -30 °C), розвивались та квітували. У 2014 році в  травні було проведено дослід з вкорінення 10 сегментів, які добре прижилися і дали приріст у перший рік росту. Тож зараз юні квітникарі станції юннатів мають свій власний посадковий матеріал зимостійких опунцій. Навесні 2016 року юннати запланували закласти дослід по насіннєвому розмноженню опунції з насіння, яке зібрали у вересні 2015 року.

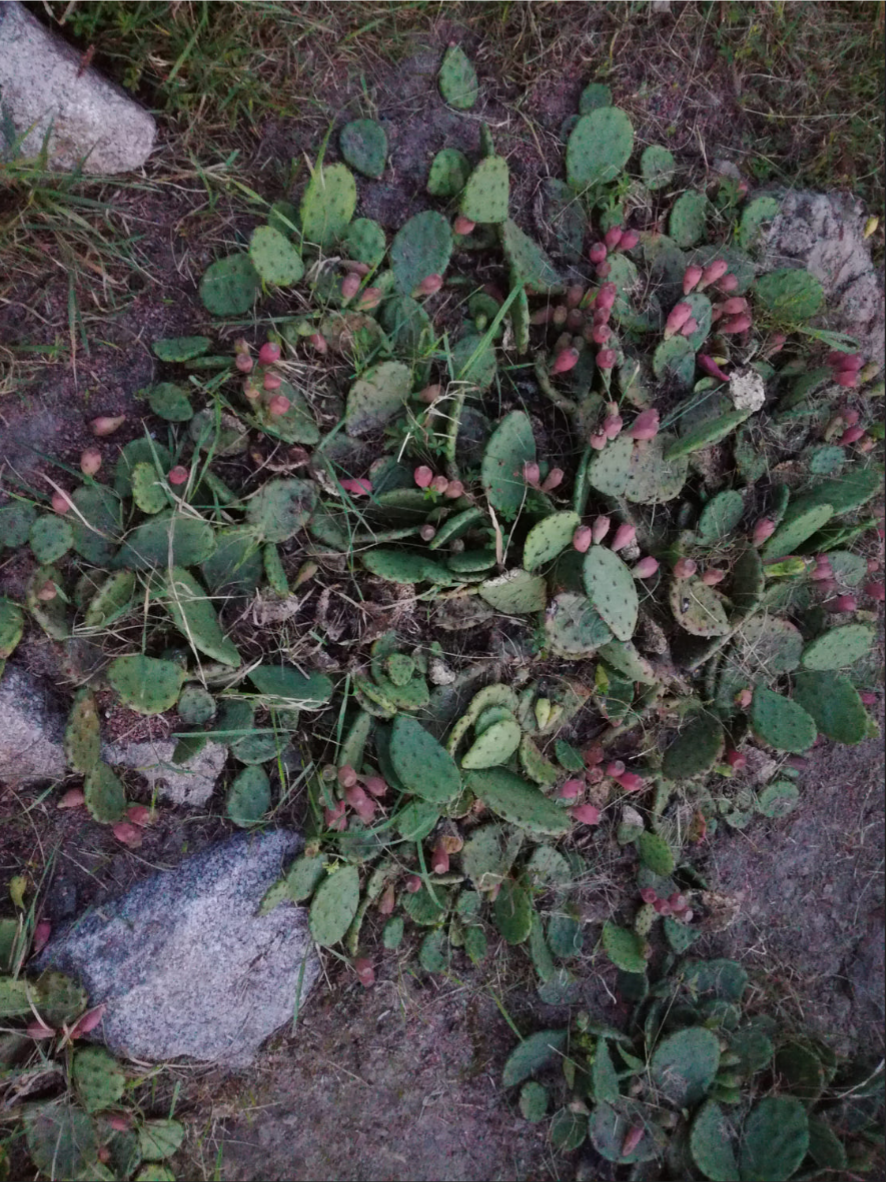
Плоди опунції в НБС ім. М. Гришка

В НБС ім. М. Гришка, на території експозиції «Гірка декоративних сукулентів» зростає два види опунцій. Цвітіння відбувається кожного року: наприкінці червня — на початку липня. Вони непогано адаптувались до місцевих умов. Навесні значна частина рослин виглядає пожовклими, але потім вони відновлюються.

## Використання
Опунції приносять велику користь людині: слугують їжею для індіанців, втамовують спрагу, використовуються як ліки, застосовуються як паливо, захищають житло від сильних вітрів тощо. У країнах Середземномор'я, на Канарських островах, у Південній Африці, в Австралії та Індії занесені туди колись опунції акліматизувалися, здичавіли і розселилися настільки широко і рясно, що стали помітним або навіть визначальним елементом природного ландшафту. Різні види опунцій значно різняться між собою зовні і розмірами: від маленьких повзучих рослин до чагарників, що гілкуються, і до величезних шестиметрових дерев.